# Regatul Livoniei
Regatul Livoniei a fost un stat proclamat pe actualul teritoriu al Estoniei și Letoniei. Țarul rus Ivan al IV-lea a proclamat acest regat în timpul Războiului Livonian din 1558–1583, dar el nu a funcționat niciodată corespunzător ca o entitate politică.
La 10 iunie 1570, ducele danez Magnus de Holstein a sosit la Moscova, unde a fost încoronat rege al Livoniei. Magnus a depus jurământul de vasalitate în fața lui Ivan ca suzeran al său și a primit de la el carta corespunzătoare pentru regatul vasal al Livoniei în ceea ce Ivan a numit patrimoniul său. Tratatul dintre Magnus și Ivan al IV-lea a fost semnat de un opricinik⁠(d) și de un membru al administrației zemskii, diacul⁠(d) Vasili Șcelkalov⁠(d). Teritoriile viitorului nou regat încă nu erau cucerite, dar cu toate acestea Castelul Põltsamaa⁠(d) a fost proclamat viitoarea reședință oficială a regelui.
Noul rege Magnus al Livoniei a plecat de la Moscova cu 20.000 de oșteni ruși pentru cucerirea Revalului controlat de suedezi. Speranța lui Ivan de a obține sprijinul regelui Frederic al II-lea al Danemarcei, fratele mai mare al lui Magnus, a fost deșartă. Până la sfârșitul lunii martie 1571, Magnus renunțase la lupta pentru Reval și a abandonat asediul.

## Istorie
În 1577, după ce a ieșit din grațiile lui Ivan și nu a obținut niciun sprijin de la fratele său, Magnus a cerut nobilimii livone să se unească în jurul lui în lupta împotriva ocupației străine. Forțele lui Ivan l-au atacat și l-au luat prizonier. La eliberare, el a renunțat la titlul său regal. Magnus și-a petrecut ultimii șase ani ai vieții la castelul Pilten⁠(d) din Episcopia Curlandei⁠(d), unde a murit (în martie 1583) ca rentier al coroanei poloneze.
Sfârșitul Războiului Livonian în august 1583 a adus cea mai mare parte a teritoriului vechii Livonii (Ducatul Curlandei și Semigaliei și Ducatul Livoniei⁠(d)) sub controlul Uniunii Polono-Lituaniene, Ducatul Estoniei intrând sub controlul Suediei.